# Battaglia di Edson's Ridge
La battaglia di Edson's Ridge, nota nella storiografia anglosassone anche come Bloody Ridge battle, fu combattuta tra il 12 e 14 settembre 1942 nel contesto della campagna di Guadalcanal; lo scontro avvenne a sud della testa di ponte statunitense, stabilita il 7 agosto 1942 attorno a Punta Lunga, tra una brigata di fanteria giapponese al comando del maggior generale Kiyotake Kawaguchi e tre battaglioni marine al comando dell'abile tenente colonnello Merritt Edson. Fu la terza battaglia terrestre impegnata nella campagna.
In seguito alla perdita dell'aeroporto sull'isola e al fallimento di un primo, precipitoso attacco nella seconda metà di agosto, l'8ª Flotta di base a Rabaul ebbe ordine di trasferire su Guadalcanal la 35ª Brigata del generale Kawaguchi. Egli dovette affrontare difficoltà impreviste durante la marcia di avvicinamento alla pista aerea e nello schieramento delle sue forze, ammontanti a oltre 6 000 uomini, a causa dell'assenza di mappe e della giungla intricata. Inoltre non disponeva di sufficienti informazioni circa la reale situazione degli avversari e giunse a sottostimarne grossolanamente sia il numero, sia la combattività.
A partire dalla notte del 12 settembre, secondo i piani di Kawaguchi, le truppe giapponesi sferrarono una serie di assalti frontali lungo un crinale a sud dell'aeroporto, noto come "tumulo erboso", che era parzialmente presidiato da poco più di 800 tra paracadutisti e Raiders al comando del tenente colonnello Edson. Sebbene le difese statunitensi fossero in alcuni punti sfondate e costrette a retrocedere attorno al poggio più alto della cresta, in generale le posizioni ressero gli urti (anche grazie al decisivo appoggio d'artiglieria) e, alla fine, i giapponesi furono costretti a sospendere gli attacchi. Altri assalti, piuttosto scoordinati, avvennero sul lato sud-occidentale e occidentale del perimetro difensivo ma furono rintuzzati, aggravando il bilancio finale dell'operazione per lo schieramento nipponico a oltre 1 000 tra morti e feriti
La cresta anonima divenne nota dopo lo scontro come Edson's Ridge ("cresta di Edson") o anche Bloody Ridge ("cresta maledetta/insanguinata") a testimonianza del valore dell'ufficiale statunitense e della durezza della battaglia.

## Situazione strategica

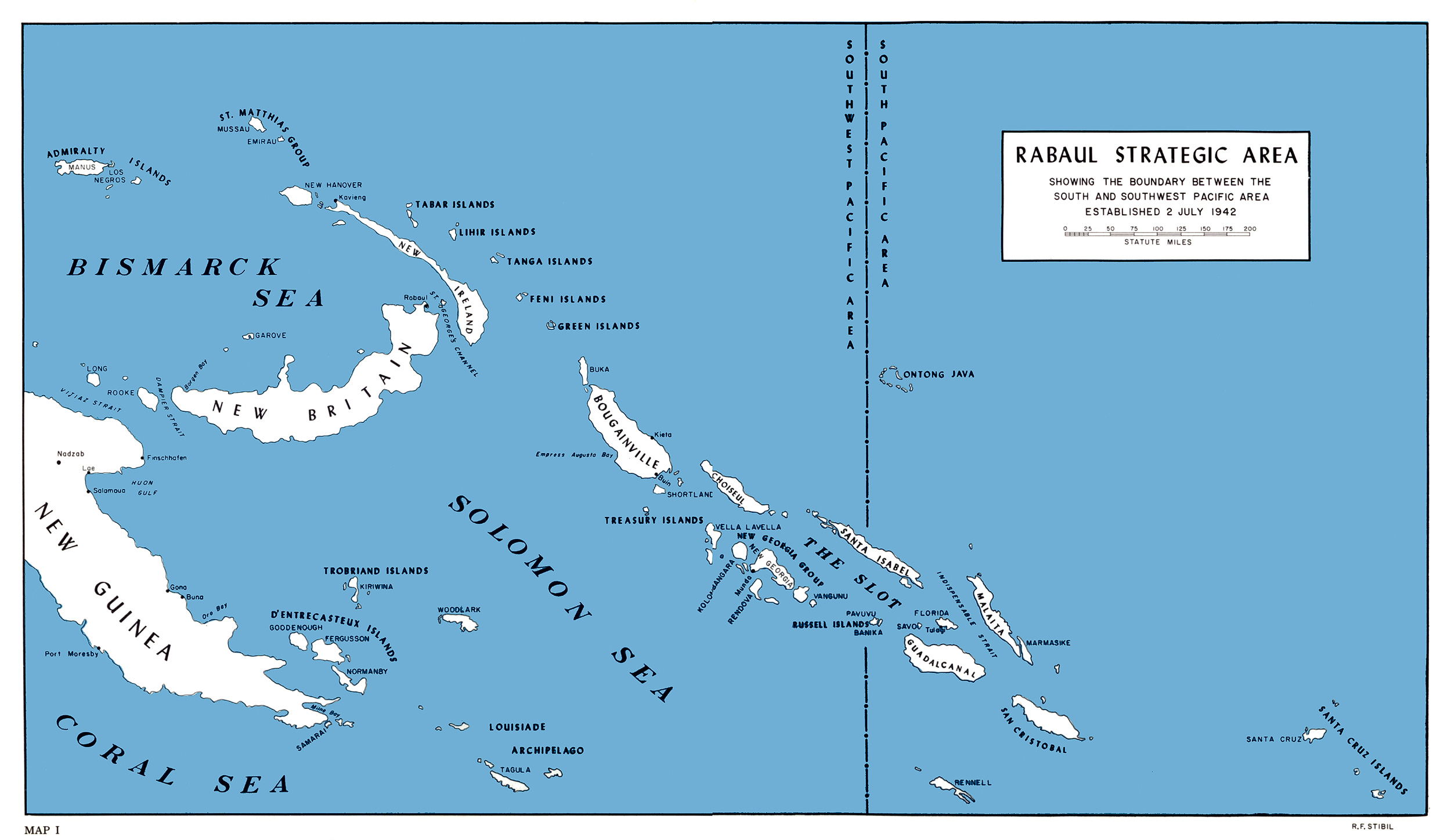
La regione delle isole Salomone. La base giapponese di Rabaul si trova in alto a sinistra. Guadalcanal (in basso a destra) si trova all'estremità sud orientale dello "Slot", nome gergale per lo Stretto della Nuova Georgia

Il 7 agosto 1942 una flotta composta in prevalenza da unità navali statunitensi sbarcò la 1ª Divisione marine e reparti di supporto sulla costa settentrionale di Guadalcanal, sull'isola di Tulagi più a nord e su isolette prospicienti la massa delle isole Florida. Scopo dell'invasione era interdire ai giapponesi l'utilizzo dell'aeroporto in costruzione su Guadalcanal che, una volta entrato in funzione, avrebbe gravemente minacciato le linee di comunicazione tra gli Stati Uniti e l'Australia. Una volta neutralizzate le forze nipponiche, gli Alleati previdero di risalire le isole Salomone e distruggere l'importante base giapponese di Rabaul (in Nuova Britannia), in concomitanza e in appoggio alle operazioni che il generale Douglas MacArthur stava conducendo dalla primavera del 1942 in Nuova Guinea.
La trascurabile guarnigione nipponica fu colta di sorpresa ed entro la sera dell'8 agosto tutti gli obiettivi erano stati messi in sicurezza. Il generale Alexander Vandegrift, comandante della divisione, dispose gli 11 000 uomini di cui disponeva lungo un perimetro difensivo che cingeva, per quanto malamente, il retroterra di Punta Lunga ove sorgeva la base incompleta. Essa fu battezzata "Henderson Field" il 12 agosto, in memoria del maggiore dei marine Lofton R. Henderson che era rimasto ucciso nel corso della battaglia delle Midway a giugno, e il gruppo aereo che operò da queste piste (un insieme eterogeneo di velivoli appartenenti ai marine, all'esercito e alla United States Navy) costituì la Cactus Air Force, dal nome di identificazione in codice di Guadalcanal.
Gli sbarchi alleati causarono notevole stupore nelle alte sfere giapponesi, che però non valutarono correttamente la portata dell'operazione. Il Gran Quartier Generale imperiale, massimo organo direttivo della guerra, assegnò alla 17ª Armata il compito di riconquistare Guadalcanal: la formazione aveva il proprio quartier generale a Rabaul ed era al comando del tenente generale Harukichi Hyakutake, ma da luglio era estesamente coinvolta nell'audace tentativo di occupare via terra Port Moresby, sul litorale meridionale della Nuova Guinea; oltretutto i reparti non ancora impegnati in quel teatro operativo erano sparpagliati nei territori occupati. La 35ª Brigata di fanteria del maggior generale Kiyotake Kawaguchi, forte di 2 880 uomini (124º Reggimento più varie unità di supporto) e dipendente dalla 18ª Divisione, si trovava nelle isole Palau; il 4º Reggimento fanteria "Aoba" della 2ª Divisione (così chiamato da un castello nella prefettura di Miyagi, da cui proveniva il grosso dei suoi effettivi) era di stanza nelle Filippine; il 28º Reggimento fanteria al comando del colonnello Kiyonao Ichiki, parte della 7ª Divisione di Hokkaidō, era infine ancora a bordo di navi da trasporto a Guam, in attesa di rientrare in Giappone dopo la disfatta di Midway e l'annullamento dell'occupazione del piccolo atollo. Questi reparti iniziarono a muoversi immediatamente verso Guadalcanal ma il reggimento Ichiki giunse per primo, poiché si trovava più vicino all'obiettivo. In realtà solo una parte del reggimento fu sbarcata il 19 agosto: un gruppo di cacciatorpediniere fece approdare il colonnello e 916 soldati nei pressi di Punta Taivu, circa 18 miglia (29 km) a est del perimetro statunitense. Ichiki sottostimò grossolanamente il numero e le capacità delle truppe avversarie e nella notte tra il 20 e il 21 lanciò uno sconsiderato attacco contro le posizioni dei marine. La battaglia fu una carneficina, Ichiki preferì suicidarsi e solo 128 giapponesi riuscirono a tornare indietro a Punta Taivu; qui inviarono un messaggio chiarificatore al generale Hyakutake e rimasero in attesa di ulteriori rinforzi e ordini.

## Preparativi giapponesi e statunitensi

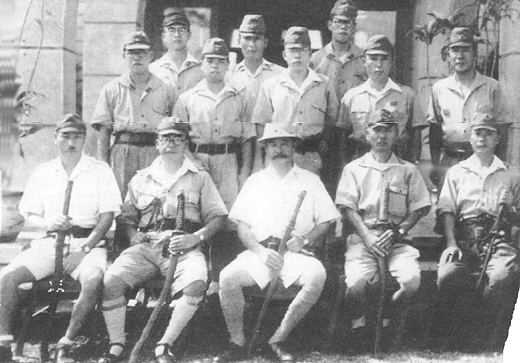
Il maggior generale Kiyotake Kawaguchi (seduto al centro) assieme agli ufficiali della sua brigata presso il comando giapponese delle isole Palau, poco prima della partenza verso Guadalcanal

Il 23 agosto la brigata Kawaguchi raggiunse la grande base aeronavale di Truk e fu trasbordata su lente navi da trasporto per l'ultima tratta del viaggio. Tuttavia, poiché durante la battaglia delle Salomone Orientali il convoglio fu bersaglio di un pesante attacco aereo che costò la perdita dell'incrociatore ausiliario Kinryu Maru e del cacciatorpediniere Mutsuki, i giapponesi dirottarono la brigata alla piazzaforte di Rabaul, dove i soldati sarebbero stati imbarcati su cacciatorpediniere: queste navi da guerra, infatti, erano capaci di percorrere lo Slot – ovvero lo Stretto della Nuova Georgia – scaricare a Guadalcanal e tornare indietro nell'arco di una singola notte, riducendo così al minimo le possibilità di intercettazione da parte della Cactus Air Force o degli apparecchi imbarcati statunitensi; per converso gli agili cacciatorpediniere non avevano spazio per trasportare artiglieria pesante, veicoli o quantità apprezzabili di cibo e munizioni. Il traffico navale notturno giapponese fu rapidamente battezzato Tokyo Express dai marine, mentre tra le truppe nipponiche era noto come "trasporto per topi". Questi movimenti giapponesi erano stati adattati alla curiosa situazione tattica che quasi subito caratterizzò la campagna: durante il giorno qualsiasi nave che si fosse trovata entro i 300 km da Guadalcanal rischiava di essere scovata e distrutta, ma nottetempo le acque delle Salomone erano dominate dalle formazioni navali imperiali.
Il 27 agosto 600 soldati della 35ª Brigata presero posto sui cacciatorpediniere della 20ª Divisione (Asagiri, Amagiri, Yugiri e Shirakumo) che però, a causa di scarsità di carburante, fu costretta a muoversi prima del tramonto, in modo da poter effettuare la spedizione a velocità inferiore e risparmiare nafta. Le navi furono localizzate durante la mattina del giorno successivo e alle 18:05 undici bombardieri in picchiata Douglas SBD Dauntless del VMSB-232, al comando del tenente colonnello Richard Mangrum, partirono da Henderson Field: raggiunsero i cacciatorpediniere in un punto 110 km a nord di Guadalcanal e centrarono in pieno lo Asagiri, che saltò in aria e affondò; anche lo Yugiri e lo Shirakumo furono più o meno gravemente danneggiati. Lo Amagiri soltanto rimase indenne e prese a rimorchio lo Shirakumo, le cui macchine avevano smesso di funzionare, quindi ripiegò con lo Yugiri in fiamme. Tra le vittime dell'attacco si ebbero sessantadue soldati.

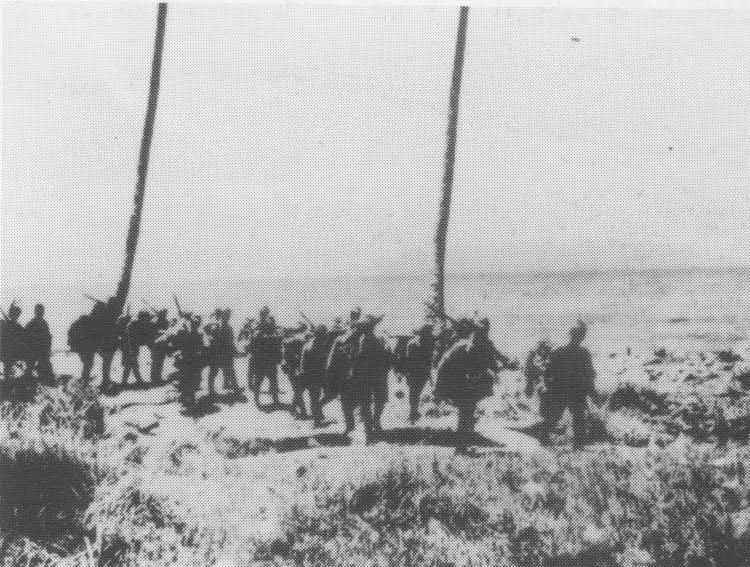
Truppe giapponesi del reggimento "Aoba" in marcia lungo la spiaggia di Guadalcanal, poco dopo lo sbarco

Le successive spedizioni del Tokyo Express ebbero un maggiore successo. Tra il 29 agosto e il 4 settembre, diversi incrociatori leggeri, cacciatorpediniere e navi pattuglia riuscirono a far sbarcare circa 5 000 soldati a Punta Taivu: l'intera 35ª Brigata fanteria, un battaglione del Reggimento "Aoba" e il resto del 28º Reggimento. Il generale Kawaguchi arrivò sull'isola il 31 agosto e assunse il comando superiore di tutte le truppe imperiali presenti. Nella notte tra il 4 e il 5 settembre i cacciatorpediniere Yudachi, Hatsuyuki e Murakumo, dopo aver recato altri rinforzi a Kawaguchi, sfilarono lungo la costa con l'intenzione di bombardare brevemente l'aeroporto e i suoi dintorni; si imbatterono invece fortuitamente nei due cacciatorpediniere trasporto rapido USS Little e USS Gregory, che avevano a loro volta appena completato il trasferimento di truppe statunitensi da Tulagi. I giapponesi eseguirono un risoluto attacco alle vecchie e male armate navi, che furono bersagliate e affondate in pochi minuti con la morte di trentatré marinai.
Nonostante le spedizioni notturne avessero successo, Kawaguchi insistette perché molti soldati della propria brigata fossero mossi tramite chiatte a motore; furono pertanto imbarcati 1 100 soldati – appartenenti principalmente al 2º Battaglione, 124º Reggimento fanteria – e il relativo equipaggiamento pesante su 61 chiatte motorizzate, che salparono il 2 settembre dalla costa settentrionale dell'isola di Santa Isabel. Su questo convoglio si scatenò la Cactus Air Force il 4 e 5 settembre: i piloti statunitensi distrussero la maggior parte dell'equipaggiamento e provocarono novanta morti nel reparto giapponese, compreso il comandante maggiore Takamatsu; la maggior parte dei soldati, comunque, fu in grado di sbarcare nei due giorni successivi nei pressi di Kamimbo, a ovest della testa di ponte. Alla loro testa vi era il colonnello Akinosuke Oka, che aveva trasferito il quartier generale del suo reggimento al vertice del battaglione. A questo punto Kawaguchi, con circa 5 200 effettivi a Punta Taivu e altri 1 000 uomini a ovest dell'aeroporto, ritenne di aver radunato truppe sufficienti per un grande assalto alle posizioni nemiche, che ritenne fossero presidiate da soli 2 000 marine. Egli divenne presto tanto fiducioso nelle possibilità di vittoria che declinò l'offerta del comando della 17ª Armata di inviare ulteriori rinforzi.
Nel periodo compreso tra la seconda metà di agosto e la prima decade di settembre il generale Vandegrift aveva continuato a rafforzare e migliorare le difese del perimetro. Tra il 21 agosto e il 3 settembre riuscì, a dispetto del controllo del mare esercitato dai giapponesi, a spostare le numerose truppe rimaste su Tulagi e sulla vicina isoletta di Gavutu: si trattava di tre battaglioni, tra i quali il 1º Battaglione Marine Raiders del tenente colonnello Merritt Edson (e per questo motivo chiamato i "Raider di Edson") e il 1º Battaglione Paramarines che però, avendo subito perdite consistenti durante l'occupazione di Tulagi, fu aggregato al battaglione di Edson dal 2 settembre, giorno nel quale completò lo spostamento a Guadalcanal. Queste unità aggiunsero altri 1 500 soldati alle non molto numerose forze di Vandegrift.

## Svolgimento della battaglia

### Movimenti iniziali e azioni a Taivu

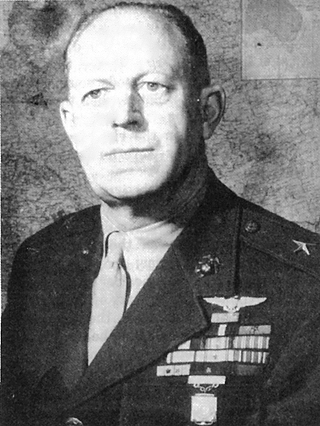
Merritt Edson, comandante del 1º Battaglione Marine Raiders durante la battaglia

Kawaguchi organizzò a Taivu una notevole base logistica, fissò la data dell'attacco al 12 settembre e iniziò a spostare le sue forze, situate a ovest di Taivu, verso Punta Lunga dal 5. Inoltre contattò per radio la 17ª Armata, richiedendo attacchi aerei sulle piste e sulle posizioni statunitensi, nonché l'invio di un gruppo di navi da guerra nei pressi del promontorio per il 12, in modo da "distruggere qualunque americano tentasse di fuggire dall'isola". Il 7 settembre il generale attivò il suo piano di attacco per "mettere in rotta e annichilire il nemico nei pressi della base aerea dell'isola", che prevedeva la suddivisione delle forze in tre colonne, l'avvicinamento al perimetro e un attacco a sorpresa durante la notte. Le forze del colonnello Oka avrebbero attaccato da ovest, il secondo scaglione del reggimento Ichiki, rinominato battaglione "Kuma", avrebbe attaccato da est. Il gruppo centrale, composto da 3 000 soldati in tre battaglioni, avrebbe portato l'offensiva principale da sud in direzione dell'aeroporto. Kawaguchi iniziò dunque la marcia con quasi tutte le sue forze lungo il profilo litoraneo e lasciò a guardia della base logistica circa 250 soldati.
Nel frattempo alcuni nativi, diretti dal comandante delle piccole forze di difesa del protettorato britannico delle Salomone, Martin Clemens, localizzarono non scorti i reparti giapponesi e si precipitarono al comando del generale Vandegrift, avvertendolo che truppe nipponiche si trovavano a Punta Taivu nelle vicinanze del villaggio di Tasimboko, 17 miglia (27,4 km) a est; Vandegrift incaricò dunque il tenente colonnello Edson di eliminare questa minaccia. Un totale di 813 uomini fu suddiviso tra i cacciatorpediniere da trasporto USS McKean, USS Manley e due pattugliatori che li fecero approdare in due riprese presso il promontorio. Edson sbarcò con la prima ondata di 501 soldati, che giunse a destinazione alle 05:20 dell'8 settembre e, forte del supporto della Cactus Air Force e del fuoco dei cannoni dei cacciatorpediniere, diresse l'avanzata dei suoi uomini, che incontrò una dura resistenza. Alle 11:00 Edson poté schierare anche il secondo gruppo e richiese un'intensificazione dell'appoggio aeronautico; i marine riuscirono dunque a penetrare nel villaggio e i giapponesi, individuato un convoglio in avvicinamento (si trattava di alcuni trasporti in rotta per Punta Lunga), optarono per ripiegare nell'entroterra lasciando indietro ventisette morti: avevano infatti immaginato che fosse imminente un altro, più vasto sbarco. Gli statunitensi, che ebbero solo due morti, capirono ben presto di aver occupato un'importante base logistica: rinvennero grandi quantitativi di cibo, munizioni, forniture mediche e una potente radio a onde corte. I marine catturarono documenti, equipaggiamento e rifornimenti, distrussero il resto e alle 17:30 completarono il ritiro nel perimetro. I documenti furono oggetto di immediata attenzione e, tradotti, rivelarono che almeno 3 000 soldati nipponici erano pronti a un attacco via terra. Nelle stesse ore il grosso della 35ª Brigata, con Kawaguchi in testa, si trovava circa 6 miglia (9,7 km) a ovest di Tasimboko, nei pressi di Tetere, e aveva già iniziato a dirigersi nell'interno.

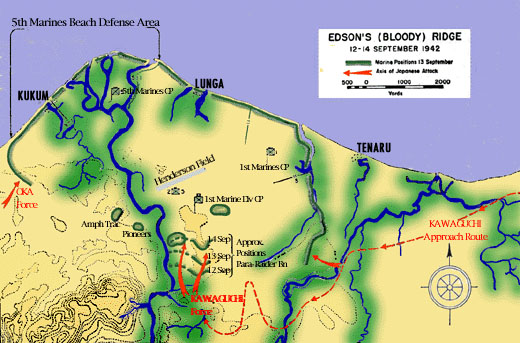
Mappa di Punta Lunga: sono indicati i tragitti e gli attacchi delle truppe giapponesi. Il colonnello Oka si trovava a ovest, il battaglione "Kuma" a est e il grosso della brigata Kawaguchi a sud

Resi parzialmente edotti delle intenzioni nipponiche, Edson e il colonnello Gerald C. Thomas (ufficiale alle operazioni dello stato maggiore della 1ª Divisione marine) ritennero che l'attacco sarebbe avvenuto sulla cresta Lunga, una stretta ed erbosa cresta lunga 1 chilometro che correva parallela al fiume Lunga, situata appena a sud di Henderson Field: costituiva un naturale percorso di avvicinamento alla base, dominava l'area circostante ma era sprovvista di difese. I due ufficiali tentarono di convincere Vandegrift a spostare truppe attorno alla cresta, ma il generale rifiutò più volte, sicuro che i giapponesi avrebbero invece attaccato lungo la costa. Dopo lunghi colloqui Thomas riuscì a persuadere il comandante che il rilievo era una buona posizione perché i Raider di Edson potessero riprendersi dall'operazione appena conclusa. L'11 settembre il 1º Battaglione Raiders, il battaglione paracadutisti e il terzo battaglione provenienti da Tulagi, per un totale di 600 Raider e 214 paramarine, furono dispiegati lungo e attorno alla cresta sotto il comando di Edson.
Effettivamente il distaccamento centrale, al diretto comando di Kawaguchi, era in marcia verso la cresta, che veniva chiamata "il centopiedi" a causa della sua forma allungata e frastagliata. Il 9 settembre i giapponesi, arrivati all'altezza di Punta Koli, puntarono decisamente verso sud-ovest, si suddivisero in quattro colonne e mossero nella giunga verso i punti di raccolta e attacco previsti a sud e a sud-est della base aerea. Tuttavia l'assenza di buone mappe, l'uso di almeno una bussola malfunzionante e la densa impenetrabilità della giungla rallentarono sin da subito le colonne nipponiche, costrette a procedere a zig-zag. Contemporaneamente il battaglione Oka stava avvicinandosi a Punta Lunga da ovest: il colonnello era in possesso di alcuni dati e informazioni circa le difese statunitensi, notizie estorte a un pilota catturato il 30 agosto.
Durante la giornata del 12, perciò, il grosso giapponese tentò di avanzare il più in fretta possibile per raggiungere i punti di raccolta entro le 14:00, ora indicata dal generale Kawaguchi. Nonostante gli sforzi profusi, però, i tre battaglioni toccarono le posizioni solo alle 22:00 e anche Oka conobbe difficoltà nel corso dell'avvicinamento; solo il battaglione "Kuma" riferì che aveva raggiunto la posizione prefissata nell'orario previsto. A dispetto dei ritardi e degli altri problemi incontrati, Kawaguchi rimase ottimista poiché un pilota statunitense catturato aveva riferito che il tratto meno presidiato del perimetro si trovava proprio in corrispondenza della cresta. Il luogo, inoltre, era stato bersaglio dei bombardieri giapponesi l'11 e il 12 settembre, causando la morte di due marine.

### Attacco notturno del 12 settembre

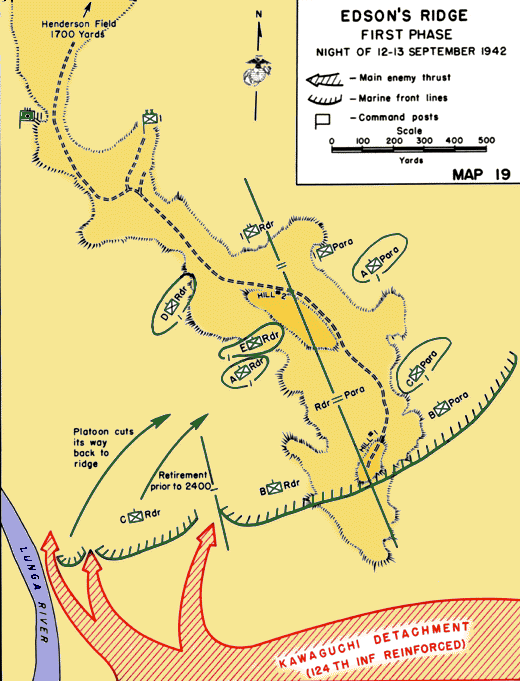
Azione del 12 settembre. Il battaglione del maggiore Kokusho costringe la compagnia C Raider a ritirarsi verso la cresta

In base ai rapporti dei nativi gli statunitensi erano a conoscenza dell'avvicinamento delle forze giapponesi, ma non sapevano né dove o quando avrebbero sferrato il loro assalto. La cresta attorno alla quale erano stati posizionati i marine era composta da tre poggi distinti: presso la propaggine meridionale, circondata dai tre lati da una densa giungla, era presente la collina 80 (80 piedi sul livello del mare); 600 iarde (549 m) a nord si trovava la collina 123, che dominava tutta la cresta; il poggio più settentrionale non aveva nome ed era alto circa 60 piedi (18 m). Edson posizionò cinque compagnie del battaglione Raider alla destra della cresta e tre compagnie del battaglione paracadutisti tra le colline 80 e 123. Due delle cinque compagnie, la B e la C, coprivano l'estrema ala destra dello schieramento: esse presidiavano un tratto che dalla cresta arrivava sino alla riva destra del fiume Lunga, attraversando anche una laguna piccola e paludosa. Le squadre della compagnia E, che possedeva l'equipaggiamento pesante del battaglione (mitragliatrici), furono distribuite lungo l'intera linea. Infine Edson posizionò il proprio comando sulla collina 123.
Alle 21:30 del 12 settembre l'incrociatore leggero Sendai e tre cacciatorpediniere bombardarono Punta Lunga per 20 minuti; il Sendai accese anche i proiettori e illuminò dal mare la cresta, permettendo all'artiglieria campale giapponese di aprire il fuoco con una certa precisione: tuttavia furono causati danni molto contenuti. Contemporaneamente gruppi sparsi appartenenti alle truppe dei battaglioni del generale Kawaguchi iniziarono ad attaccare i marine: il 1º Battaglione del maggiore Yukichi Kokusho investì la compagnia Raider C attaccando su entrambi i lati della laguna, superarono almeno un plotone e forzarono la compagnia a ripiegare verso la cresta. I giapponesi catturarono anche almeno sei mitragliatrici. Nell'avanzata, però, i reparti di Kokusho cozzarono con elementi del 3º Battaglione (tenente colonnello Kusunichi Watanabe), che stavano ancora cercando di raggiungere le posizioni di attacco: si verificò una notevole confusione che fece perdere lo slancio alla fanteria nipponica. Anche Kawaguchi era in preda a difficoltà importanti, perché "a causa della giungla demoniaca" non riusciva a capire dove si trovava rispetto al fronte né a coordinare gli attacchi. Egli in seguito ricordò che:
Nel combattimento rimasero uccisi dodici marine e un numero probabilmente più elevato di giapponesi, per i quali ultimi non sono però disponibili dati precisi. Anche il battaglione del colonnello Oka e il battaglione "Kuma" tentarono di intraprendere qualche azione, rispettivamente da ovest e da est della testa di ponte, ma erano ancora troppo lontani e riuscirono ad arrivare in vista delle posizioni americane solo all'alba del 13 settembre. Alle prime luci gli aerei della Cactus Air Force e l'artiglieria iniziarono a bersagliare la regione immediatamente a sud della cresta, costringendo i soldati giapponesi a cercare rifugio nella giungla; nel corso del bombardamento e dei mitragliamenti morirono diversi uomini, compresi due ufficiali del battaglione di Watanabe. Alle 05:50 Kawaguchi sospese ogni operazione, quindi decise di radunare le sue forze per portare un nuovo attacco durante la notte.

### L'attacco del 13 settembre

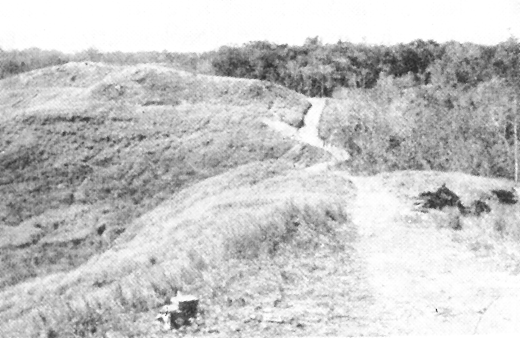
La collina 123, sulla quale vennero incentrate le difese di Edson per la battaglia del 13 settembre. Questa immagine è stata ripresa dalla collina 80 verso nord

Attendendosi un nuovo attacco, il tenente colonnello Edson ordinò di migliorare le difese attorno alla cresta e di contrattaccare sulla destra, allo scopo di recuperare il terreno perduto dalla Compagnia C; questa operazione non fu però coronata dal successo. Edson decise dunque di riposizionare le proprie forze: fece arretrare la linea di circa 400 iarde (370 m), lungo un fronte di circa 1 800 iarde (1 600 m) che correva dal Lunga e attraversava la cresta a circa 150 iarde (140 m) a sud della collina 123, quindi piazzò cinque compagnie tutt'intorno. In questo modo, se la collina 80 fosse caduta, i giapponesi avrebbero dovuto avanzare per oltre 400 iarde (370 m) allo scoperto prima di imbattersi nella collina 123. Intanto i marine avevano lavorato alacremente ma, con poche ore a disposizione, furono in grado di costruire solo fortificazioni rudimentali e sparse; oltretutto gli uomini erano a corto di munizioni ed erano disponibili appena una o due bombe a mano per soldato. Il generale Vandegrift, allarmato, inviò nelle retrovie della cresta gli effettivi del Battaglione 2/5 e fece ridislocare una batteria di obici M101 da 105 mm, in modo tale che le fosse possibile colpire direttamente la cresta (un osservatore fu pertanto distaccato presso il comando del tenente colonnello). Nel tardo pomeriggio Edson salì su una cassa di granate e si rivolse ai soldati esausti: si complimentò con loro per l'indefesso lavoro e richiese un ultimo sforzo per resistere al quasi sicuro assalto giapponese; l'ufficiale dette prova di empatia e anche ottimismo, affermando che per la mattina successiva sarebbero giunti rinforzi e sperabilmente i ricambi per gli spossati Raider e paracadutisti. Il discorso risollevò il morale degli uomini e li aiutò a prepararsi psicologicamente per la notte.

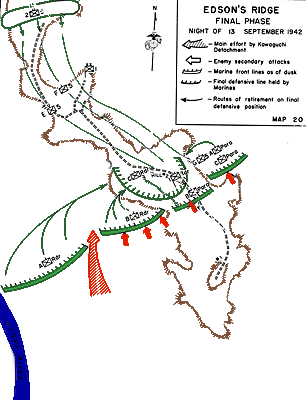
La battaglia notturna del 13 settembre. I giapponesi costrinsero le truppe di Edson a ripiegare su un piccolo perimetro attorno alla collina 123.

Al tramonto del 13 settembre il generale Kawaguchi era pronto a riprendere l'offensiva: per sloggiare dalla collina 123 gli 830 marine aveva raccolto 3 000 uomini e un nucleo di artiglieria leggera. La notte era però di novilunio e quindi sarebbe stata completamente buia. Alle 21:00 sette cacciatorpediniere bombardarono brevemente la cresta e, una volta calata l'oscurità, le truppe nipponiche mossero con decisione all'attacco: il battaglione Kokusho assaltò la compagnia B sul fianco destro, a ovest della cresta, e presto la costrinse a ripiegare sulla collina. Per quanto iniziasse a essere bersagliato dall'artiglieria statunitense, il maggiore Kokusho riassemblò i suoi uomini e continuò ad avanzare senza preoccuparsi dei fianchi; penetrò nella zona paludosa tra la cresta e il fiume in direzione dell'aeroporto, ma lungo la direttrice i giapponesi si imbatterono in un deposito di rifornimenti e viveri: gli affamati soldati imperiali abbandonarono momentaneamente l'avanzata per consumare le razioni C e K. Kokusho, irato, riuscì a riportare ordine e disciplina e si mise alla testa del battaglione, conducendolo attorno alle 03:00 contro le posizioni settentrionali della cresta (nelle vicinanze della collina 123), presidiate da uomini dell'11º Reggimento artiglieria. Si svilupparono subito violenti scontri anche all'arma bianca, che costarono la vita a 100 soldati giapponesi compreso il maggiore Kokusho; gli artiglieri, sostenuti da elementi del 1º Battaglione pionieri, del Battaglione trattori anfibi e dal tiro dei battaglioni di Edson sulla cresta, riuscirono in ultimo a respingere gli avversari.
Nel frattempo il 2º Battaglione del maggiore Masao Tamura, appartenente al 4º Reggimento "Aoba", si era riunito nella giungla a sud della cresta, per l'assalto alla collina 80; tuttavia i movimenti giapponesi furono scoperti da alcune vedette e l'osservatore trasmise le coordinate alla batteria di obici da 105 mm. Dopo aver puntato altri otto pezzi, alle 22:00 ebbe inizio un fuoco di sbarramento; il maggiore, colto di sorpresa, organizzò rapidamente un contrattacco con due compagnie (320 uomini circa) verso la collina 80: i giapponesi eseguirono una carica alla baionetta sotto l'ombrello di colpi di vari mortai, lanciando bombe a mano. L'urto avvenne in corrispondenza della Compagnia B paracadutisti e della compagnia B Raider; la prima unità iniziò a cedere posizioni e fu risospinta in una gola a est della cresta, preda inoltre di un inizio di panico a causa dell'incompetenza del proprio comandante, maggiore Charles Miller. Edson si trovò costretto a far ripiegare gli esposti Raider verso la collina 123.
Contemporaneamente una compagnia del battaglione Watanabe si infiltrò attraverso un varco tra il versante orientale della cresta e la Compagnia C dei paracadutisti; ben presto questa unità e l'adiacente Compagnia C ritennero che le loro posizioni non erano più tenibili e, di loro spontaneità, retrocedettero dietro la collina 123. L'oscurità e la confusione della battaglia, però, resero la ritirata confusa e disorganizzata e, addirittura, alcuni marine (forse sviati dalle grida nipponiche Tsu-geki! – "Carica!" –, dal fumo e dall'odore dei razzi illuminanti al magnesio) iniziarono a urlare che i giapponesi stavano impiegando armi chimiche, spaventando i commilitoni che non possedevano maschere antigas. Dopo essere giunti sulla collina 123 diversi marine continuarono a fuggire verso l'aeroporto, ripetendo a chi incontravano che era in corso la ritirata; altri soldati iniziarono dunque a lasciare il proprio posto. Ben presto divenne chiaro che le truppe statunitensi stavano per cedere e dunque Edson, il maggiore Kenneth Bailey e altri ufficiali agirono energicamente affinché i Raider e i paracadutisti si raggruppassero attorno alla collina 123.

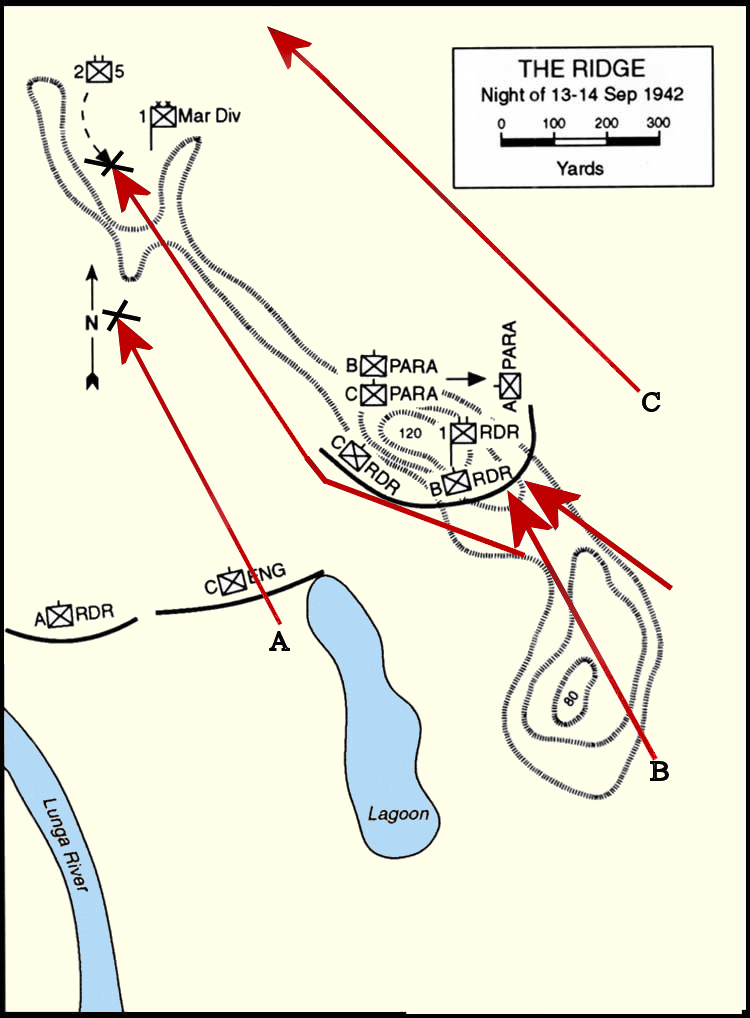
La fase finale della battaglia del 13 settembre. Le linee rosse rappresentano gli attacchi giapponesi, quelle nere le posizioni dei marine. Il battaglione Kokusho è contrassegnato dalla lettera "A", il battaglione Tamura con la lettera "B"; la "C" indica la penetrazione di una compagnia del battaglione Watanabe.

Non appena i marine ricostituirono una linea di difesa, a forma di ferro di cavallo, attorno alla collina 123, il battaglione Tamura iniziò una serie di assalti frontali alla collina, procedendo dalla collina 80 e lungo il crinale orientale della cresta: i soldati giapponesi, però, furono duramente respinti due volte sotto le luci dei razzi illuminanti lanciati da almeno un idrovolante nipponico. Nel frattempo alcuni degli uomini del maggiore Tamura erano riusciti a trascinare sino alla collina 80 un cannone Type 41 da 75 mm; quest'arma "avrebbe potuto mutare le sorti della battaglia a favore dei giapponesi", ma non poté essere utilizzato sembra per un guasto al percussore. Intorno a mezzanotte gli attacchi giapponesi conobbero una breve pausa ed Edson ordinò alle compagnie paracadutisti B e C di avanzare e rafforzare l'ala sinistra della collina: gli uomini inastarono le baionette, avanzarono e contrattaccarono gruppi di soldati nipponici che erano riusciti a infiltrarsi e, pare, stessero organizzandosi per colpire il fianco americano. I paracadutisti si sistemarono dunque a presidio del versante est della collina. Intanto marine provenienti da altri reparti e addirittura membri dello stato maggiore di Edson erano impegnati a trasportare munizioni e granate ai Raider e ai paracadutisti, nuovamente sotto i forti e reiterati attacchi giapponesi e a corto di risorse. Il capitano William J. McKennan, che partecipò alla battaglia, ricordò l'intensità degli assalti nipponici e l'alto tasso di perdite cui ogni ondata andò incontro. Gruppi giapponesi investirono anche il fianco sinistro del ristretto fronte statunitense, ma i paracadutisti combatterono con determinazione e respinsero ogni attacco: fondamentale in questi frangenti si rivelò l'appoggio degli obici da 105 mm e 75 mm dell'11º Reggimento, che martellarono costantemente i reparti giapponesi e inflissero loro gravi perdite. Un prigioniero raccontò in seguito che la sua compagnia era stata "annichilita" dal fuoco di artiglieria, che ne sterminò il 90%.
I provati battaglioni del tenente colonnello Edson sostennero ancora altri assalti, che degenerarono talvolta in sanguinosi corpo a corpo, e sopportarono anche gli insidiosi, prolungati tiri di diversi tiratori scelti. Finalmente, alle 04:00 del 14 settembre, arrivarono i rinforzi promessi, vale a dire il Battaglione 2/5: gli uomini si disposero rapidamente e aiutarono i Raider e i paracadutisti a rintuzzare due ultimi, disperati attacchi nipponici prima dell'alba. Edson poté concedersi un breve riposo dopo essere rimasto per tutta la notte in piedi a 20 iarde (18 m) dalla linea di combattimento, esortando i soldati e dirigendo gli sforzi difensivi. Il capitano Tex Smith, che dalla sua posizione poté spesso vedere il comandante, fu in grado di confermare il coraggio dell'ufficiale e il valore della sua leadership.
Durante gli intensi combattimenti alcune parti di tre compagnie giapponesi (due appartenenti al battaglione Tamura e una del battaglione Watanabe) erano riuscite a costeggiare le difese statunitensi sulla cresta e, per quanto bersagliate da fitti tiri di mitragliatrice provenienti dal "centopiedi", gli uomini della terza unità riuscirono a lambire la pista secondaria dedicata ai caccia di Henderson Field, Fighter One. Qui si svolse un selvaggio scontro quando i giapponesi furono contrattaccati dal 1º Battaglione genieri, che seppe in ultimo respingerli. Le altre due compagnie nipponiche, che si erano arrestate ai margini della giungla in attesa di rinforzi prima di partire all'offensiva, preferirono ripiegare a sud della cresta all'alba, dopo che nessun altro reparto le aveva affiancate. La maggior parte del resto del battaglione Watanabe non partecipò alla battaglia perché perse il contatto con il proprio comandante: il maggiore passò l'intera notte a cercare vanamente il generale Kawaguchi, zoppicando a causa di vecchie ferite dietro la linea del fronte. Non si conoscono le ragioni per le quali, nonostante l'irreperibilità di Watanabe, i suoi subordinati non lanciarono all'attacco le truppe come da ordini durante la notte.
Al sorgere del sole del 14 settembre sacche di soldati giapponesi erano sparse su entrambi i lati delle alture tenute dagli esausti statunitensi; tuttavia la disintegrazione del battaglione Tamura, la perdita di tre quarti degli uomini e degli ufficiali e le gravi perdite subite dalle altre unità, determinarono il sostanziale fallimento dell'assalto nipponico. Sul versante meridionale della collina 80 si trovavano un centinaio di soldati giapponesi, sembra pronti a tentare un'ennesima carica alla collina 123: all'alba essi furono sorpresi da tre caccia Bell P-39 Airacobra Mk I del 67º Squadrone della Cactus Air Force, mobilitati su richiesta personale del maggiore Bailey, e quasi nessuno di loro sopravvisse.

### Gli attacchi sussidiari
In contemporanea all'assalto notturno del 13-14 settembre anche il battaglione "Kuma" e il 2º del colonnello Oka avevano preso l'iniziativa e attaccato, rispettivamente da est e da ovest, la testa di ponte nemica. Il battaglione "Kuma", guidato dal maggiore Takeshi Mizuno, si accanì sul settore sud-orientale del perimetro, difeso dal Battaglione 3/1 a partire da mezzanotte circa: sotto il devastante fuoco dell'11º Reggimento artiglieria marine, i giapponesi eseguirono una carica frontale e penetrarono in alcuni punti, ingaggiando brutali corpo a corpo; la lotta volse però in favore degli americani, il maggiore Mizuno rimase ucciso e alla fine le truppe nipponiche ripiegarono in disordine. All'alba del 14, supponendo che i resti del reparto giapponese fossero ancora presenti in zona, i marine mandarono avanti sei isolati carri armati leggeri M3/M5 Stuart, allo scopo di ripulire la regione: i mezzi, invece, caddero in una ben pianificata imboscata di quattro pezzi anticarro da 37 mm della 28ª Compagnia anticarro, al comando del sottotenente Yoshio Okubo. Tre carri furono incendiati o distrutti e gli equipaggi, che si erano precipitati fuori, furono raggiunti da alcuni giapponesi e in otto furono trafitti dalle baionette. Gli altri fuggirono dietro i tre Stuart superstiti, uno dei quali cadde però da uno degli argini del fiume Tenaru: il carro affondò trascinando con sé l'intero equipaggio. Alle 23:00 il dissanguato battaglione "Kuma" cozzò nuovamente e nello stesso punto contro le difese e fu facilmente respinto; un ultimo sussulto offensivo si verificò la sera del 15 e si concluse con una secca sconfitta per i giapponesi.
Il colonnello Oka, con i 650 uomini del suo reggimento (per lo più provenienti dal 2º Battaglione), attaccò in varie posizioni lungo il lato occidentale del perimetro. Alle 04:00 del 14 settembre due compagnie avanzarono contro il battaglione 3/5 nei pressi della costa, ma furono respinte con perdite sanguinose; una terza compagnia, invece, operando più nell'entroterra, catturò una piccola cresta ma divenne bersaglio di un preciso fuoco d'artiglieria durante il giorno e subì decine di morti prima di riuscire a sganciarsi e ripiegare, a sera fatta. Il resto dell'unità di Oka non riuscì a trovare le posizioni dei marine e non partecipò all'attacco.

## Perdite ed eventi successivi

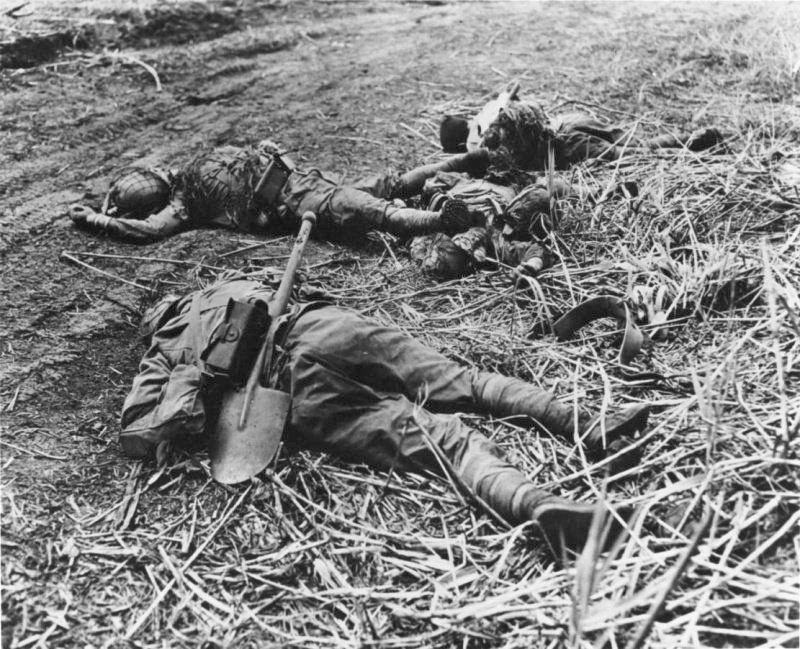
Cadaveri giapponesi nei pressi della collina 123 dopo la battaglia

Alle 13:05 del 14 settembre il generale Kawaguchi iniziò a ripiegare in profondità nella giungla, allo scopo di far riprendere le truppe e prestare le prime cure ai feriti; quindi la mattina del 16 marciò verso ovest, allo scopo di riunirsi con il battaglione del colonnello Oka oltre il corso del fiume Matanikau, per unirsi all'unità di Oka.. Il tragitto, lungo 6 miglia (9,7 km), si svolse su un terreno difficile e in condizioni pessime; ben presto Kawaguchi dovette disporre che tutti gli uomini illesi o comunque in grado di camminare aiutassero i feriti ad andare avanti. Il clima tropicale, la stanchezza derivante dalla battaglia e l'assenza di qualsiasi razione (le ultime riserve alimentari erano state consumate già il 14 settembre) minò rapidamente la resistenza fisica dei soldati giapponesi, che lasciarono dietro di loro tutto l'equipaggiamento pesante e, man mano che proseguivano, addirittura i fucili. Quando infine la maggior parte della brigata toccò il 21 il villaggio di Kokumbona, sede del comando di Oka, solo la metà degli uomini trasportava ancora le proprie armi. Ciò che rimaneva del battaglione "Kuma" andò incontro a un destino peggiore: persosi nella giungla nel tentativo di riunirsi a Kawaguchi, il reparto si disgregò e in gran parte i suoi componenti morirono di inedia; solo tre settimane più tardi una manciata di superstiti fu capace di raggiungere i commilitoni.
In totale il generale dovette accusare la perdita di 830 uomini: 350 nel battaglione Tamura, 200 in quello del maggiore Kokusho, 120 nel battaglione Oka, 100 nel battaglione "Kuma" e 60 nel battaglione Watanabe. Inoltre numero sconosciuto di feriti perse la vita durante il penoso ripiegamento verso il Matanikau. Durante il 14 e il 15 settembre i marine contarono attorno e sulla cresta 500 cadaveri nemici, compresi 200 corpi ammassati sui fianchi della collina 123; furono raccolti e cremati oppure seppelliti in fosse comuni. I tre battaglioni di Edson ebbero in totale 80 morti tra il 12 e il 14 settembre. Lo storico James Christ riporta dati differenti per entrambi gli schieramenti: 53 morti e 237 feriti statunitensi e 1 133 vittime giapponesi
Il 17 settembre il generale Vandegrift inviò due compagnie appartenenti al Battaglione 1/1 all'inseguimento del nemico in ritirata, ma esse caddero in un'imboscata architettata da due compagnie giapponesi, lasciate in retroguardia, che riuscirono a inchiodare un plotone americano mentre il resto dei marine ripiegava. Il comandante della compagnia cui apparteneva, capitano Charles Brush, chiese inutilmente a Vandegrift il permesso di tentare un'operazione di salvataggio: l'autorizzazione non fu concessa e il piccolo reparto fu pressoché distrutto nottetempo, solo pochi feriti sopravvissero. Il 20 settembre una pattuglia di Raider si imbatté per caso in un gruppo di soldati nipponici appartenenti alla 35ª Brigata, sui quali indirizzarono il tiro dell'artiglieria, che ne uccise 19.
Mentre i giapponesi si stavano raggruppando a ovest del Matanikau, gli statunitensi dedicarono energie e sforzi al rafforzamento delle difese dell'aeroporto. Già durante il 14 settembre Vandegrift era riuscito a far approdare a Guadalcanal il battaglione il 3/2, sino allora rimasto bloccato su Tulagi; quattro giorni più tardi un convoglio recò 4 157 uomini del 7º Reggimento marine, coadiuvato da preziose unità di supporto: i trasporti vuoti tornarono indietro con i 100 superstiti del 1º Battaglione paracadutisti, che normalmente aveva un organico di 361 effettivi. Questi rinforzi permisero a Vandegrift di stabilire, a partire dal giorno 19, un saldo perimetro difensivo che, ininterrotto, andava da Kukum a ovest sino al Tenaru a est, descrivendo un arco irregolare che, a sud, passava per la cresta ora ridenominata "Edson's Ridge" o anche "Bloody Ridge".

## Significato e conseguenze

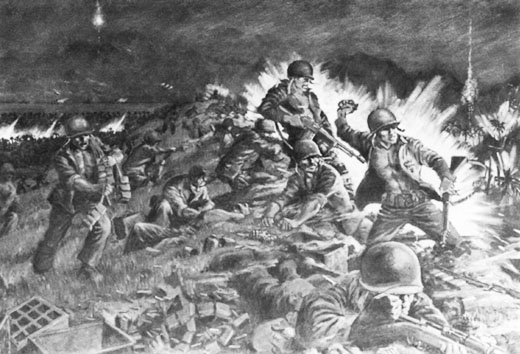
Un dipinto di un ufficiale dei marine, presente alla battaglia, ritrae i commilitoni impegnati nella strenua difesa della collina 123

Il 15 settembre il generale Hyakutake apprese a Rabaul della sconfitta di Kawaguchi, la prima disfatta di una brigata dell'Esercito imperiale nel corso del conflitto nel Pacifico, e inoltrò subito dopo le notizie al Gran Quartier Generale imperiale a Tokyo. In una sessione di riunione speciale i vertici dell'esercito e della marina nipponici conclusero che "Guadalcanal poteva diventare la battaglia decisiva della guerra". I risultati della battaglia ebbero un notevole impatto strategico sulle operazioni varate dall'Impero giapponese nel contiguo teatro bellico della Nuova Guinea: infatti divenne evidente a Hyakutake che, per ottenere una vittoria decisiva a Guadalcanal, era necessario interrompere l'offensiva terrestre verso Port Moresby, che a sua volta stava conoscendo crescenti difficoltà, perdite e ritardi. Il generale, perciò, in accordo con i massimi capi del Gran Quartier Generale, ordinò ai reparti in Nuova Guinea di sospendere ogni azione e quindi di ripiegare, in attesa che il confronto nelle Salomone fosse concluso: la colonna giapponese, peraltro, fu sconfitta verso la fine di settembre a 30 miglia (48 km) dal porto in mani australiane. La sconfitta patita nello scontro del 12-14 settembre, dunque, non solo contribuì agli esiti finali della dura campagna di Guadalcanal, ma anzi ebbe il suo peso nell'intero quadro strategico del Pacifico sud-occidentale.
Dopo l'invio costante di ulteriori forze nelle quattro settimane successive la battaglia della cresta, i comandi giapponesi dettero avvio, a fine ottobre, a un'altra e più massiccia offensiva terrestre contro la testa di ponte, guidata sempre dal generale Hyakutake e sul campo dal suo sottoposto, il maggior generale Masao Maruyama: i combattimenti, però, si conclusero con risultati pratici ancor più grami e perdite decisamente più elevate. In seguito il generale Vandegrift affermò che la battaglia di metà settembre 1942 fu il solo momento nell'intera campagna in cui nutrì veramente dubbi sulla vittoria. Lo storico Richard B. Frank aggiunse che solo allora i giapponesi arrivarono molto vicini a un pieno successo e che, successivamente, non riuscirono più a cogliere successi anche parziali nei violenti scontri sull'isola.